# Comuna Kolesnîkî, Ovruci
Kolesnîkî (în ucraineană Колесниківська сільська рада) este o comună în raionul Ovruci, regiunea Jîtomîr, Ucraina, formată din satele Kolesnîkî (reședința), Lîcimanî, Sîdorî, Stovpîcine și Zbrankivți.

## Demografie
Componența lingvistică a comunei Kolesnîkî
     Ucraineană (100%)
Conform recensământului din 2001, toată populația comunei Kolesnîkî era vorbitoare de ucraineană (100%).